# Svatý Venancius
Svatý Venancius nebo Venantius (latinsky Venantius Martyr, ? – 259 Dalmácie) byl salonský biskup, křesťanský mučedník a světec římskokatolické církve. Podle některých pramenů byl biskupem v Delmini (dnešní Tomislavgrad). 
Svatý Venancius je oblíbeným světcem v Římě, Toledu a v Dalmácii.

## Život a činnost
Venancius přišel z Říma do Dalmácie, aby zde šířil křesťanskou víru. Během římského pronásledování křesťanů zemřel mučednickou smrtí kdesi v Dalmácii.

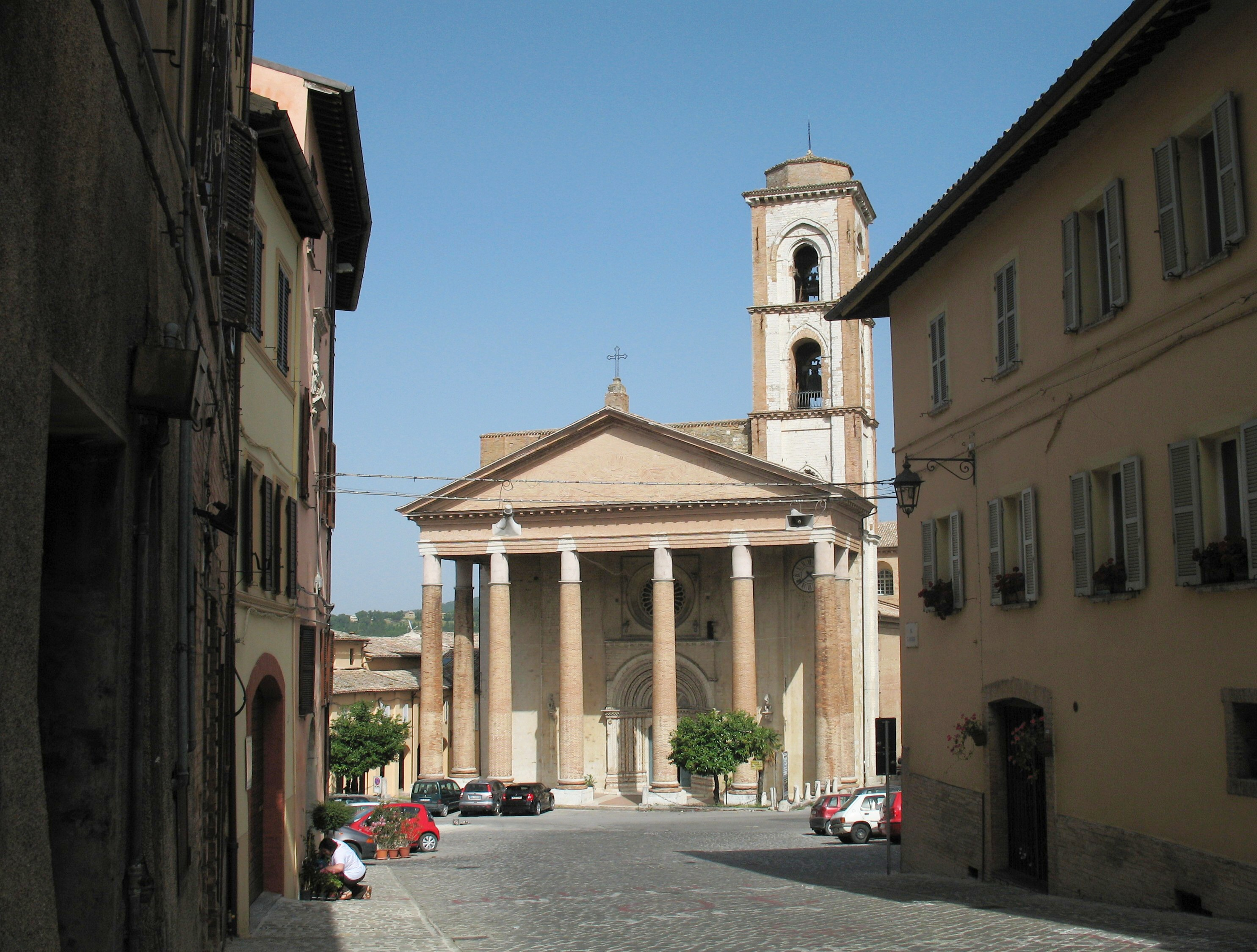
Bazilika sv. Venancia v Camerinu

Jeho relikvie byly na příkaz papeže Jana IV. (640–642) převezeny do Říma a uloženy v kapli sv. Venancia v Lateránské bazilice, kde také byla vytvořena světcova mozaika. Spolu s Venanciem jsou na velké mozaice vlevo od Matky Boží jsou vyobrazeni sv. Pavel, sv. Jan Evangelista a papež Theodor. 

## Uctívání
Venanciův svátek připadá na 1. duben. V 17. století byl uctěn v rámci lateránské liturgie a kolem roku 1786 též ve splitské liturgii.
Kromě velké úcty v Římě, Toledu a v Dalmácii je oslavován také jako ochránce italského univerzitního města Camerino v regionu Marche. Podle místní legendy byl umučen jako patnáctiletý chlapec během Deciova pronásledování křesťanů.
Bývá vyobrazován jako římský šlechtic s vlajkou a mečem. 

## Další světci shodného jména
Jako svatý Venancius se též k různým datům svátku uvádějí:
- 13. října – sv. Venancius (Venantius abbas Turonen)[4]
- 14. října – sv. Venancius (Venantius ep. Lunen)[5]
- 14. prosince – sv. Venancius Fortunatus (Venantius Fortunatus)[6]